# Андрей Штремфель
Андрей Штремфель (словен. Andrej Štremfelj; 13 жовтня 1965, Крань, Словенія, СФРЮ) — словенський альпініст, гірський провідник, інструктор. Перший володар «Золотого льодоруба» (1992, за сходження на Канченджанґу південно-західним гребенем [з Марко Презелем]), кавалер найвищої нагороди Словенії за спортивні досягнення — премії Блоудека (1991), а також премії Альпіністської асоціації Словенії «За досягнення всього життя» (2017). У 2018 році нагороджено «Золотим льодорубом» в аналогічній номінації — «За досягнення всього життя».
Перший словенський (югославський) альпініст, що піднявся на Еверест (1979, разом з Нейцом Заплотником). Взяв участь у більш ніж двадцяти гімалайських експедиціях. Піднявся на сім із чотирнадцяти восьмитисячників. Усього за альпіністську кар'єру здійснив, за власними підрахунками, понад 3000 сходжень.
Живе у Крані. Одружений, має трьох дітей (Катгеріна, Анже та Неза).

## Біографія
Народився 17 грудня 1956 року у Крані, Словенія, у родині робітників місцевої текстильної фабрики Франка та Паули Штремфелей. Альпінізмом почав займатися у 15 років, тоді ж вступив до Кранського альпклубу. Свій перший справжній гірський досвід набув під час мас-старту на вершину Стол на околицях Крані у січні 1972 року. Разом зі старшим рідним братом Марко Андрей лазив переважно у рідних Альпах, і за кілька років досяг виняткових успіхів, які не залишилися непоміченими з боку досвідчених словенських альпіністів. 1983 року закінчив Люблянський університет (факультет фізичної культури). По закінченню працював і продовжує працювати вчителем фізкультури в середній школі в Шкоф'я-Лока. З 1984 до 1987 рік очолював Кранський альпклуб, з 1994 до 1999 рік був головою комісії Альпіністської асоціації Словенії. З 1982 року гірський провідник, інструктор Словенської асоціації гірських провідників (SMGA). У 1997 році отримав ліцензію IFMGA.

### Спортивна кар'єра

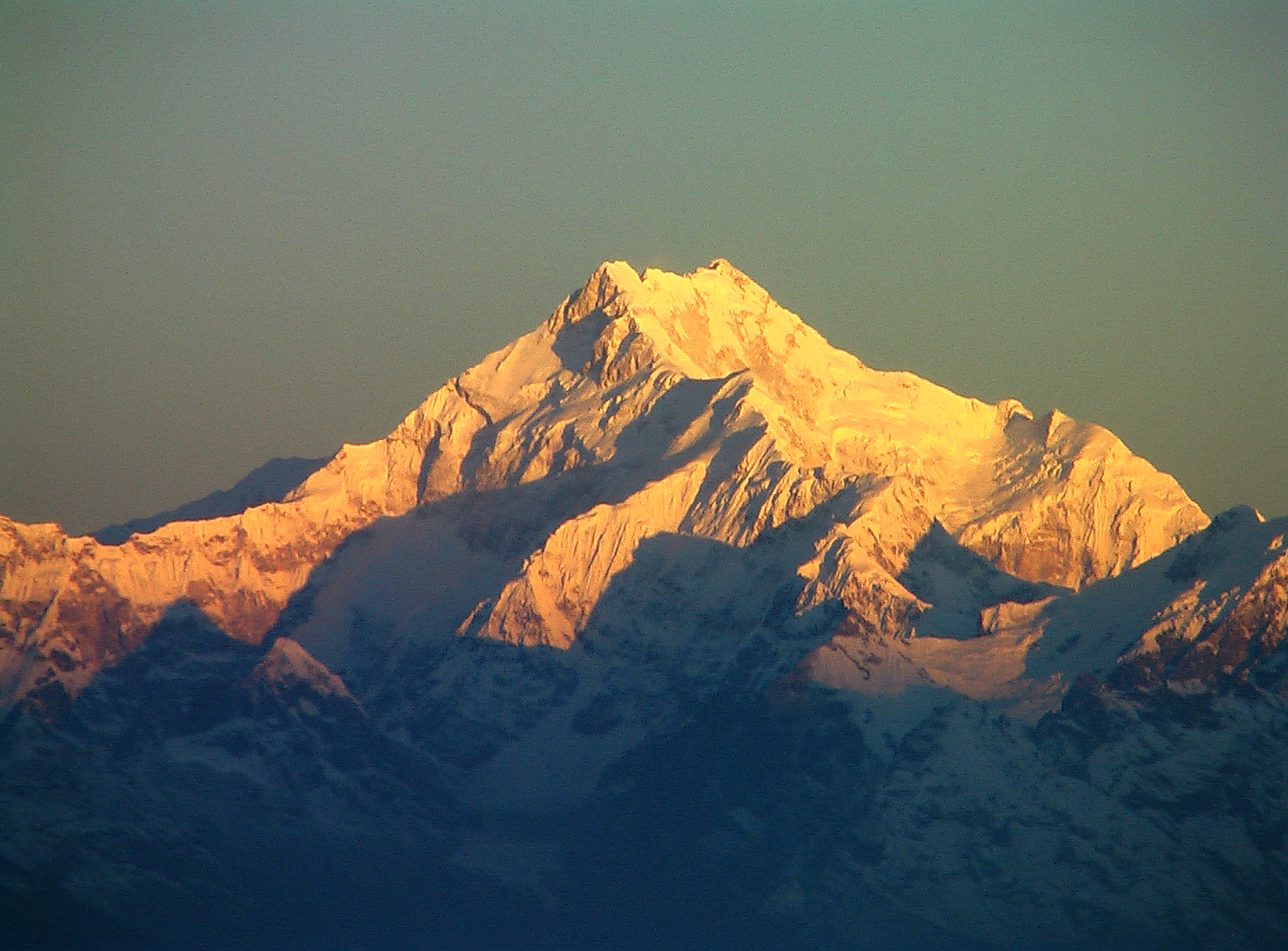
Канченджанґ. Південно-західний гребінь зліва на фото, найближча видима вершина — Південна.

У 1977 році на запрошення Нейца Заплотника, який розгледів талант, цілеспрямованість й амбітність молодого альпініста, Штремфель взяв участь у своїй першій гімалайській експедиції — на Хідден-пік (керівник Янез Лончар). Вона ж стала для нього першою успішною — 8 липня разом із Заплотником Штремфель піднявся на вершину новим маршрутом (південно-західним гребенем). За два роки серед учасників югославської експедиції на Еверест (керівник Тоне Шкар'я) Штремфель 13 травня знову разом зі Заплотником першим зі словенців піднявся на вершину світу. Їхнє сходження (у класичному «облоговому» стилі) за новим найскладнішим маршрутом західним гребенем вершини з наступним спуском по кулуару Горнбайна стало помітною подією у висотному альпінізмі. Вдруге він піднявся на Еверест у 1990 році, цього разу зі своєю дружиною Марією — вони стали першою подружжям, що зійшла на третій полюс Землі.
У 1981 році Штремфель брав участь в експедиції на Лхоцзе. В одній з перших спроб сходження по Південній стіні він, Заплотник і Павел Підгірник піднялися до висоти 8150 м. У 1983 році в чистому альпійському стилі він підкорив Пік Ісмаїла Самані (по ребру Беззубкіна) на Памірі (під час акліматизації також Пік Корженевської), а також організував (невдалу) експедицію на Аннапурну (південною стіною). До кінця десятиліття йому вдалося зійти на Джаулагірі (1985), Броуд-пік і Гашербрум II (1986), Шишабангму (1989, словенці пройшли новий маршрут на вершину в альпійському стилі за південно-західним контрфорсом [2150 м5, IV—V, 55° — 65°]. Крім цього, були здійснені перші сходження на Ньянанг-Рі [Nyanang Ri, 7071 м] та Канг-Рі [Kang Ri, 6200 м]).
У 1991 році словенці організували велику експедицію на Канченджанґу (керівник Тоне Шкар'я), під час якої Штремфель і Марко Презель в альпійському стилі пройшли дуже складний південно-західний гребінь на південну вершину масиву. Під час акліматизаційних виходів вони також здійснили першосходження на Boktoh Peak (6114 м, першосходження) і на пік Талунг (7349 м, 20 квітня, друге сходження, новий маршрут). Їхнє досягнення було відзначено першою в історії вручення премією «Золотий льодоруб» за найкраще сходження року. Вони також були нагороджені найвищою нагородою Словенії за спортивні досягнення — премією Блоудека.
У 1992 році Штремфель з Презелем здійснив першосходження на Мелунгцзе Головну, яку протягом попереднього десятиліття чотири рази безрезультатно штурмували британські й американські альпіністи. У 1995 році з ним же він проклав новий маршрут на Північну вежу в масиві Кордильєра-Пайне, і того ж року разом з дружиною Марією піднявся за класичним маршрутом на Чо-Ойю, що стала сьомим восьмитисячником у його кар'єрі.
6 жовтня 1999 року разом із Марко Чаром, Петером Межнаром і Марко Презелем Штремфель здійснив першосходження на Гьячунг-Канг північною стіною, а у 2000 році під егідою Альпіністської асоціації Словенії очолив навчально-тренувальні збори у Гімалаях. Вони, на жаль, завершилися передчасно — через зрив з Джонгсонга загинув один зі словенських спортсменів-початківців.
У 2004 році Штемфель разом зі своєю дружиною піднявся на Дхаулагірі (для нього це став 8-й підйом на восьмитисячник, для його дружини 4-й). У 2005 році на Деналі, а 6 травня 2006 року здійснив першосходження на Янак-Чулі (7090 м, південно-західним ребром разом зі словенцем Роком Залокаром (Rok Zalokar)). Останнім висотним сходженням Штемфеля в кар'єрі став пік Аконкагуа (6960 м), на який він зійшов у 2010 році.
Всього за більш ніж 40-річну кар'єру в альпінізмі здійснив (за власними підрахунками) понад 3000 сходжень.

## Виноски
1. ↑  Міжнародної асоціації гірських провідників
2. ↑  У складі учасників експедиції був його старший брат Марко
3. ↑  Підйом на Канченджангу Південну не зараховується як восьмитисячник (тільки головні вершини).